# Шестопёр

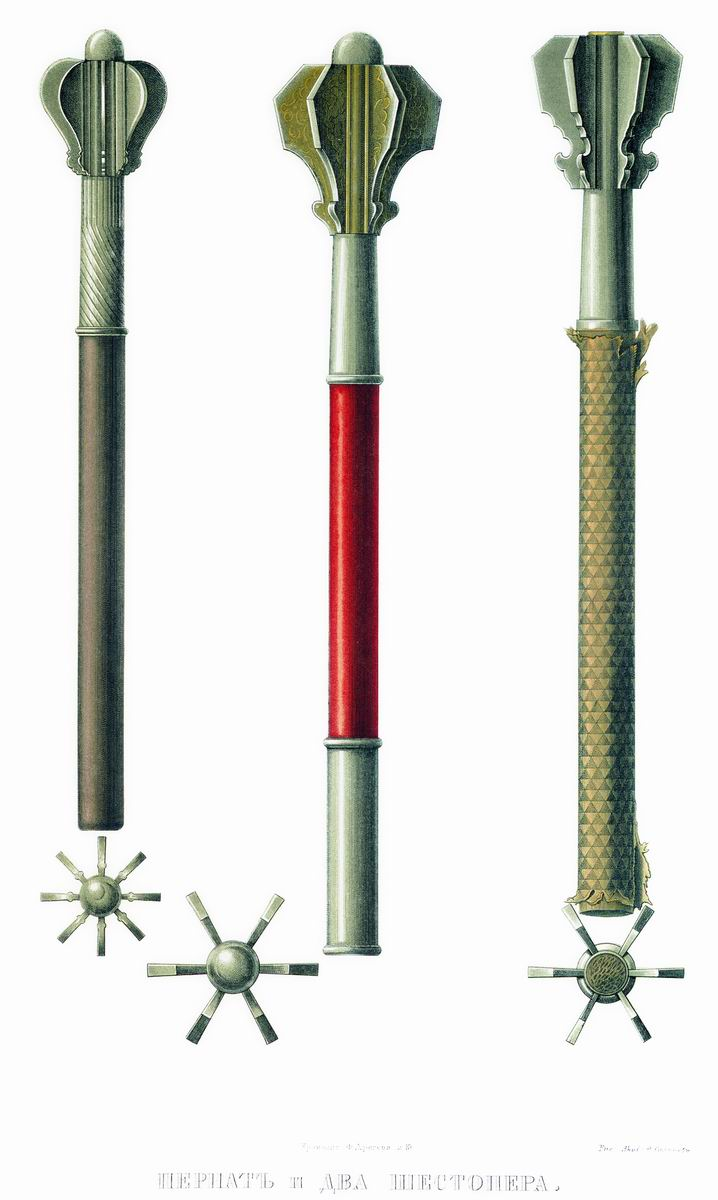
Два шестопёра и пернач (слева). Хромолитография из книги Ф. Г. Солнцева «Древности Российского государства»

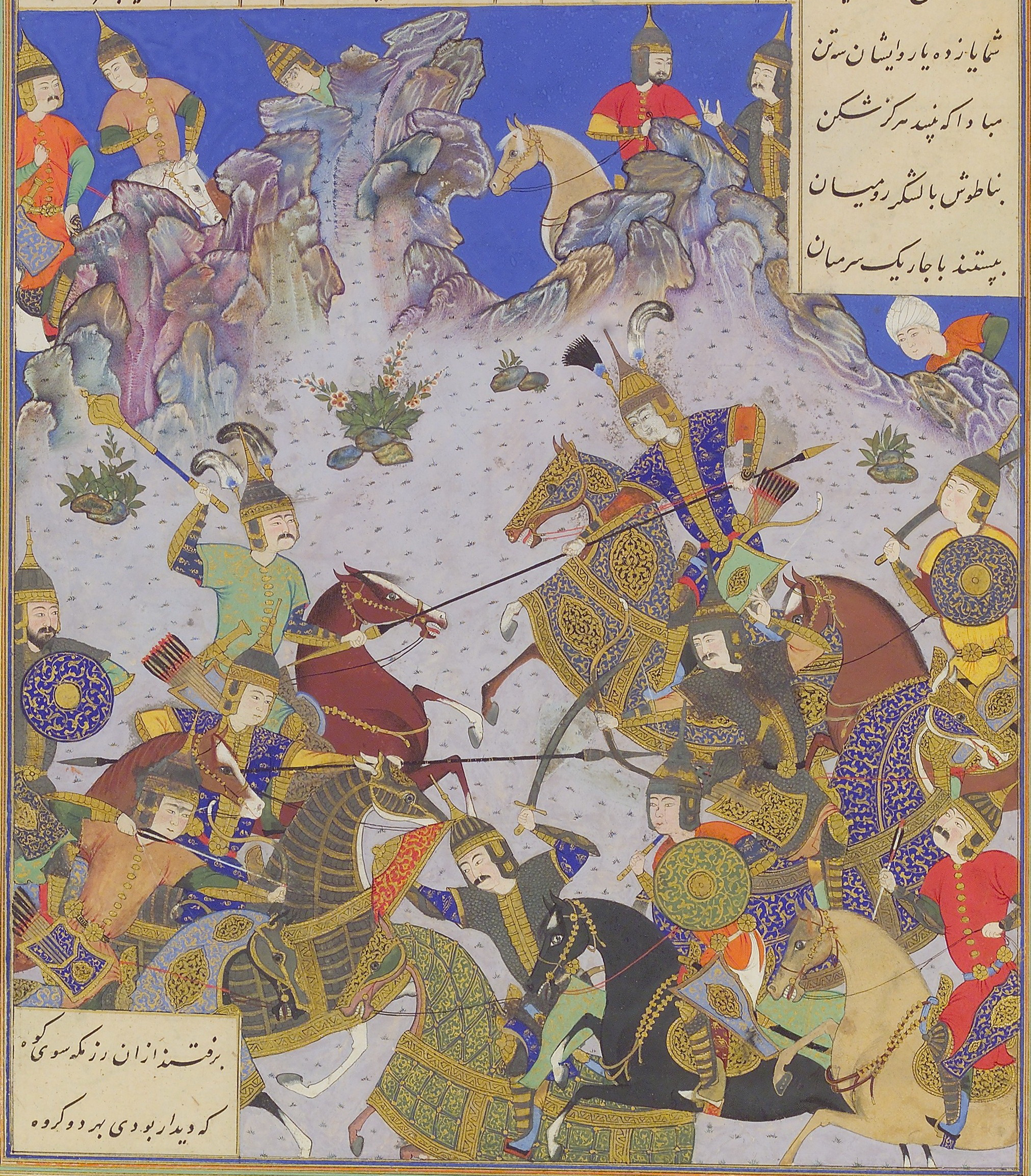
Шестопёр на миниатюре иранской рукописи «Шахнамэ». 1525-1530 гг.

Доссо Досси. Портрет герцога Феррары Альфонсо I д'Эсте (1530)

Шестопёр —  холодное оружие ударно-дробящего действия XIII—XVII веков, в том числе древнерусское; позже почётное оружие.
Шестопёр представляет собой разновидность пернача, к головке которого приварено шесть (реже более) металлических пластин — «перьев».
Шестопёр появился в XIII веке из многолопастных булав. На этот век на Руси найдено лишь три их навершия. В Европе шестопёры и перначи распространились с XIV века как заимствование либо киевского, либо исламского типа; по крайней мере, у венгров распространился и получил развитие именно киевский тип.
Первые варианты шестопёра имели общую длину около 60 сантиметров и треугольное сечение рёбер. Их вес достигал 400 граммов. Длиной шестопёр был около 70 сантиметров и держали его обычно одной рукой за рукоять, отделённую металлическим кольцом, выполняющим также функции гарды. Иногда на шестопёре ставился крюк для захвата вражеского оружия. Позднее же перья получают весьма разнообразные формы.
Впервые шестопёры упоминаются в I Псковской летописи, где повествуется о победе русского войска под предводительством Даниила Щени над немецкими рыцарями в битве под Гельмедом (1501):
Не осталось ни одного человека для вести, Москвитяне и Татары не саблями светлыми рубили поганых, а били их, как вепрей, шестопёрами.
Как и булава, шестопёр служил также символом власти военачальников. В основном — в землях Восточной Европы: Польше, Венгрии, Гетманщине, Русском царстве. В некоторых источниках шестопёр то же, что и пернач.